# Walker Racing

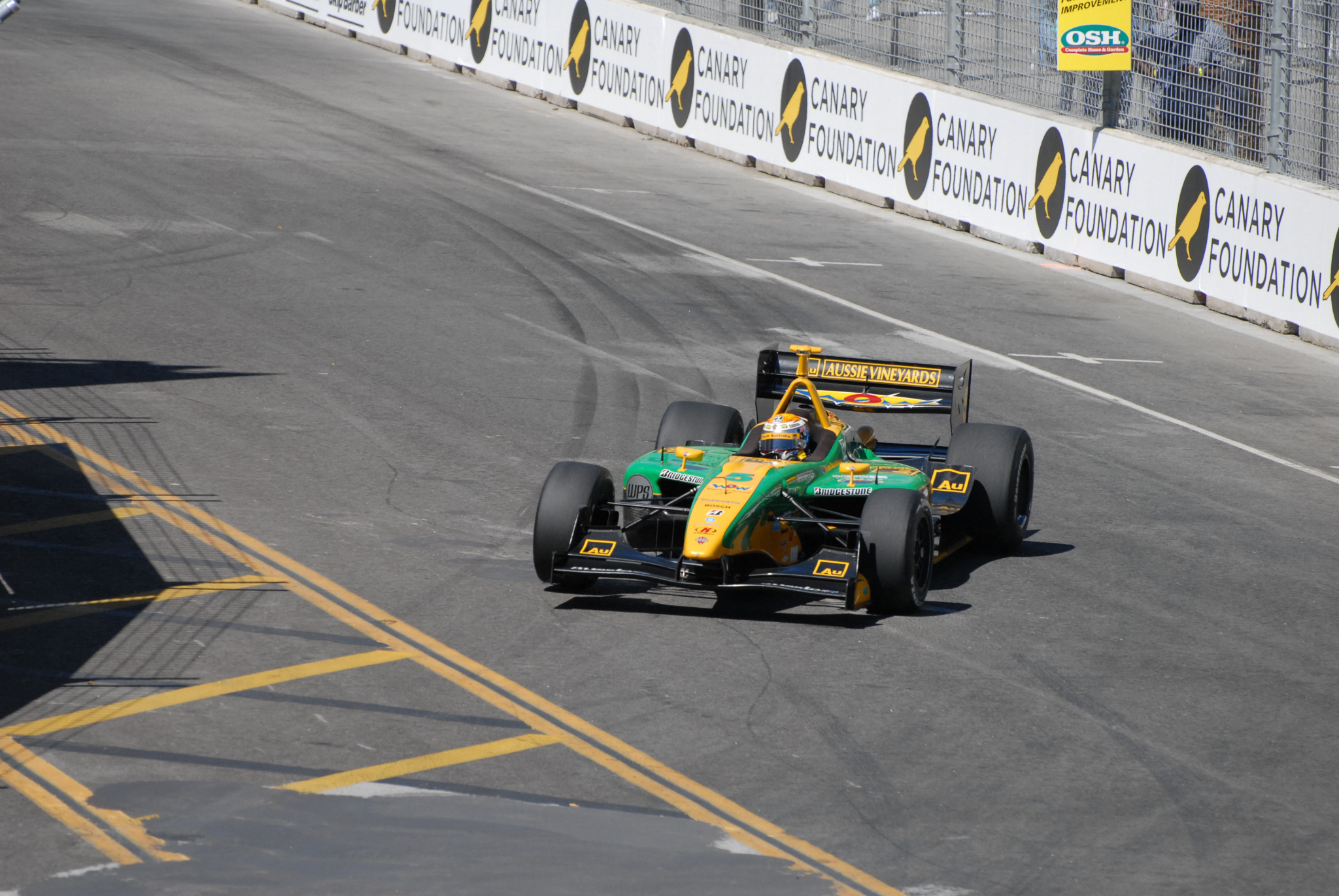
Will Power en la Champ Car 2007

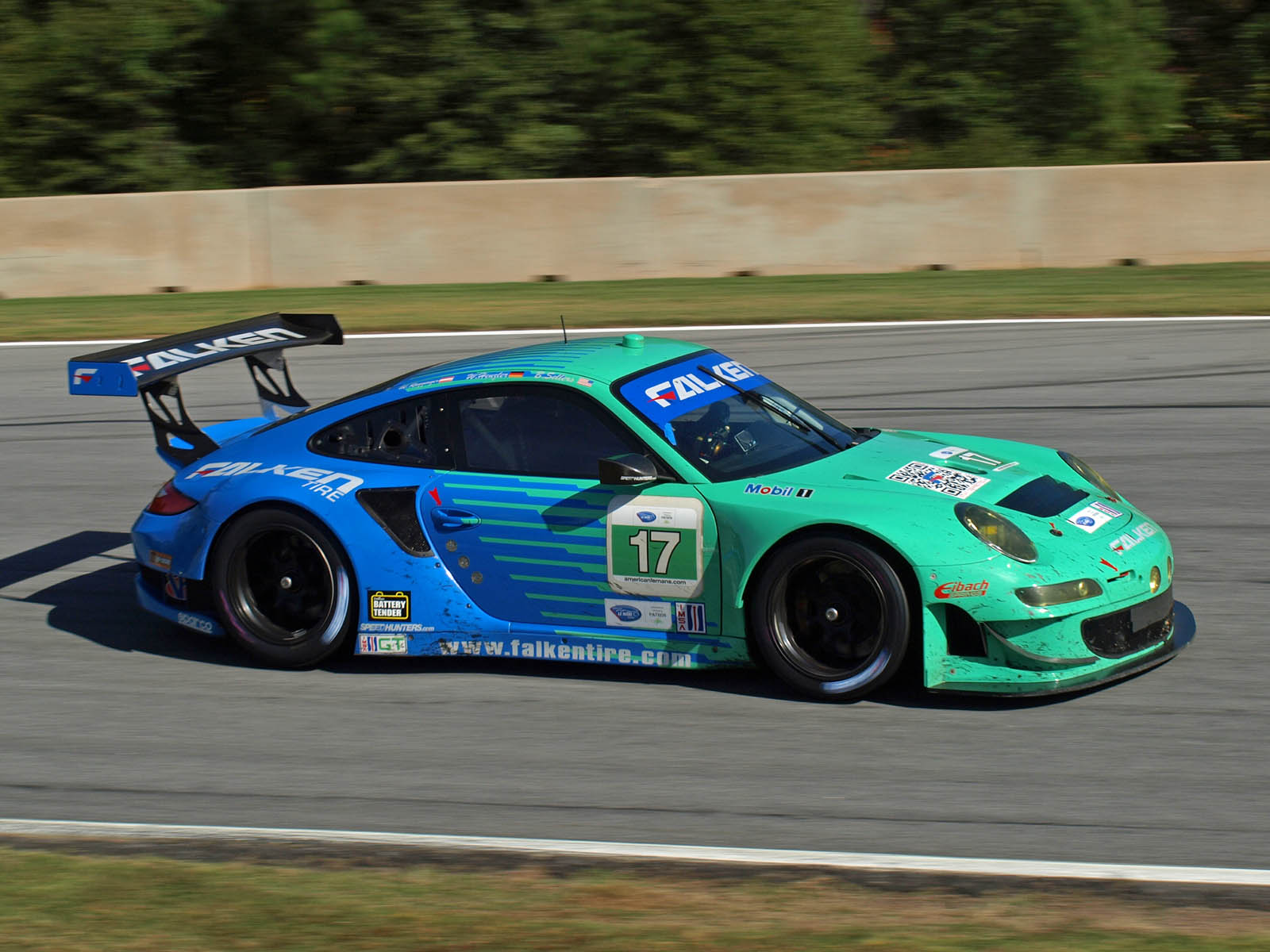
Porsche 911 de Falken en la American Le Mans Series 2012

Walker Racing es un equipo estadounidense de automovilismo fundado por el británico Derrick Walker en el año 1991. Tiene sede en Indianápolis, Estados Unidos, y ha competido en la CART, la IndyCar Series y la American Le Mans Series.
Obtuvo seis victorias en su trayectoria en la CART y Champ Car, así como el segundo puesto en las 500 Millas de Indianápolis de 1992 y 1995. En cuanto a resultados en campeonatos de pilotos, logró el cuarto puesto en la Champ Car 2007, quinto en la CART 1992, 1994 y 1995, y noveno en la ALMS 2011.

## Inicios en la CART (1989-1993)
La marca alemana Porsche retiró su equipo oficial de la CART al finalizar la temporada 1990. Walker, director del equipo, compró los activos para competir como privado en 1991. Su piloto titular Scott Goodyear resultó 13.º en el campeonato, sin lograr podios. En 1992, el piloto obtuvo una victoria en las 500 Millas de Michigan, un segundo puesto en las 500 Millas de Indianápolis y un tercero en New Hampshire, tras lo cual se ubicó quinto en la tabla general.
Al año siguiente, Goodyear obtuvo dos podios y cinco top 5, finalizando así noveno en el campeonato 1993. Walker dispuso de otros dos pilotos: Willy T. Ribbs quedó en el 20.º puesto y Hiro Matsushita en el 24.º.

## Gordon, Fittipaldi y De Ferran (1994-1999)
El piloto número 1 de Walker pasó a ser Robby Gordon en la CART 1994. Consiguió tres podios y seis top 5, quedando así quinto en el clasificador final. Los otros dos pilotos, Ribbs y Mark Smith, terminaron 19.º y 22.º. En 1995, el equipo dejó de utilizar chasis Lola y pasó correr con Reynard. Gordon permaneció en el equipo, en tanto que se incorporó el ex Fórmula 1 Christian Fittipaldi. El estadounidense venció en Phoenix y Detroit, y consiguió un tercer puesto y siete top 5, por lo que resultó nuevamente quinto en el campeonato de pilotos. En tanto, el brasileño llegó segundo en las 500 Millas de Indianápolis, pero puntuó en solamente ocho fechas de 17, y se colocó 15.º en la general.
Gordon fue el único piloto titular de Walker en la CART 1996. Obtuvo un tercer puesto en la primera fecha, pero solo logró un octavo, un noveno y dos décimos el resto de la temporada, por lo cual se colocó 18.º en el campeonato de pilotos. Por su parte, Goodyear disputó solamente cuatro carreras, logrando un noveno puesto y un 12.º en dos de ellas. Ese mismo año, el equipo participó en dos carreras de la recién creada Indy Racing League: Mike Groff disputó las 500 Millas de Indianápolis, y Gordon la fecha de Las Vegas.
En 1997, Walker contrató a Gil de Ferran como piloto titular, y cambió los motores Ford-Cosworth por Honda. Consiguió siete podios en 17 carreras, pero no logró ningún triunfo y resultó subcampeón por detrás de Alex Zanardi. Los neumáticos Goodyear demostraron ser poco competitivos frente a los Firestone en la temporada 1998. El brasileño puntuó en apenas siete carreras de 19, destacándose una tercera y una cuarta posición, quedando así 12.º en el campeonato.
Solamente tres equipos continuaron con neumáticos Goodyear en 1999, entre ellos Walker. De Ferran fue el mejor piloto de ellos, al triunfar en Portland y acumular cuatro podios y cuatro sextos lugares. Como consecuencia, finalizó octavo en el campeonato de pilotos.

## Nakano, Takagi y Fisher (2000-2001)
Walker se quedó sin patrocinadores en la temporada 2000, por lo que incorporó al piloto de pago Shinji Nakano para pilotar un Reynard Honda en la CART. Padeciendo además numerosas fallas mecánicas, obtuvo dos octavos puestos y un 11.º como únicos resultados puntuables, y culminó 24.º en el campeonato de pilotos.
En 2001, Walker pasó a contar con motores Toyota en la CART, y su piloto pasó a ser Toranosuke Takagi, también proveniente de la Fórmula 1. Obtuvo un cuarto puesto y un sexto entre otros resultados puntuables, aunque abandonó por choque o despiste cinco veces y fue excluido de Milwaukee por maniobra peligrosa, y se ubicó 21º en el campeonato.
Continuando en el equipo en la temporada 2002, Takagi sumó un cuarto puesto, tres sextos y ocho arribos en zona de puntos. No obstante, se retiró en ocho de las 19 carreras por choques o despistes, y quedó 15.º en la tabla general.
Por otra parte, Walker retornó a la Indy Racing League en 2000 con Sarah Fisher. Ese año logró un tercer puesto en Kentucky y resultó 18.ª en el campeonato de pilotos. La piloto fue la tercera mujer que logró clasificar para las 500 Millas de Indianápolis, luego de Janet Guthrie y Lyn St. James, y la primera piloto en lograr un podio en automóviles Indy. En 2001, Fisher llegó segunda en Homestead y décima en Pikes Peak, para quedar 19.ª en la tabla general. El equipo se retiró de la categoría para la temporada 2002.

## Champ Car (2003-2008)
Walker permaneció en la renombrada Champ Car en 2003, contando con dos pilotos titulares: Darren Manning y Rodolfo Lavín. El británico consiguió un segundo puesto, un cuarto, un quinto y tres sextos, quedando así noveno en el campeonato. El mexicano logró dos octavos como mejores resultados, y se ubicó 18.º en la tabla de posiciones.
En 2004, el equipo se redujo a un único piloto, Mario Haberfeld. Obtuvo un cuarto lugar, un séptimo y un octavo como mejores resultados, y culminó 13.º en el clasificador general. En las dos últimas fechas, agregó un segundo automóvil para David Besnard, que llegó séptimo, y Michael Valiante, que terminó 14.º.
Walker pasó a competir en la Champ Car 2005 con la denominación Team Australia, al incorporarse un grupo de inversores de ese país. El canadiense Alex Tagliani obtuvo dos terceros puestos, dos cuartos y un quinto, terminando séptimo en el campeonato. El segundo piloto titular, el australiano Marcus Marshall, consiguió un octavo y un noveno para resultar 16.º y penúltimo entre los pilotos regulares. Will Power, también australiano, finalizó décimo en una de sus dos apariciones.
Power se convirtió en piloto regular del equipo para la temporada 2006. Acumuló un tercer puesto, un cuarto, un quinto y dos sextos, que lo dejaron décimo en el campeonato como Novato del Año. Tagliani, también piloto regular, obtuvo dos terceros lugares, un cuarto y dos quintos, quedando así octavo en la tabla de posiciones.
Walker, continuando bajo la denominación Team Australia, retuvo a Power en 2007 e incorporó a Simon Pagenaud. El australiano venció en Las Vegas y Toronto, y consiguió un segundo lugar, dos terceros y tres cuartos. Por tanto, se colocó cuarto en el campeonato, por detrás de Sébastien Bourdais, Justin Wilson y Robert Doornbos. En tanto, Pagenaud obtuvo tres cuartos puestos, tres quintos y dos sextos, finalizando así octavo en la tabla general.
El equipo perdió los patrocinadores y desistió de seguir en la Champ Car en 2008. Tagliani retornó al equipo para llegar séptimo en la carrera de despedida del certamen en Long Beach, puntuable para la IndyCar. Luego, Walker colaboró con el equipo Vision para poner en pista a Paul Tracy en Edmonton, obteniendo el cuarto puesto.

## Fórmula Atlantic e Indy Lights (2006-2010)
Walker ingresó a la Fórmula Atlantic en 2006, contando como pilotos a Simon Pagenaud,  James Davison y Michael Patrizi. Pagenaud fue campeón frente a Graham Rahal, en tando que Davison culminó 17.º y Patrizi 25.º. En 2007 Ryan Lewis resuló 12.º con un podio, y Simona de Silvestro 19.ª. En 2008 corrieron Kevin Lacroix, Greg Mansell y Leo Mansell, quienes se ubicaron noveno, décimo y 19.º.
En 2009, Walker preparó el automóvil que utilizó Stefan Wilson en la Indy Lights 2009, logrando un cuarto puesto y un octavo. Dan Clarke resultó séptimo en 2010 con dos podios.

## ALMS (2011-presente)
En 2011, la marca de neumáticos Falken contrató al equipo Walker para competir en la American Le Mans Series con un Porsche 911 de la clase GT. La dupla conformada por Wolf Henzler y Bryan Sellers obtuvo dos victorias en Mid-Ohio y Baltimore, un cuarto puesto en Long Beach y un quinto en Petit Le Mans. Por tanto, quedaron novenos y cuartos en los campeonatos de pilotos y equipos respectivamente.
Henzler y Sellers repitieron triunfo en Baltimore 2012, y terminaron cuartos en Mosport Park y Mid-Ohio. así, se ubicaron 12.º en el campeonato de pilotos de GT y quinto en el de equipos.